# Jasutaró Macuki
Jasutaró Macuki (* 28. listopad 1957) je bývalý japonský fotbalista.

## Klubová kariéra
Hrával za Yomiuri.

## Reprezentační kariéra
Jasutaró Macuki odehrál za japonský národní tým v letech 1984–1986 celkem 11 reprezentačních utkání.

## Statistiky
| Japonsko | Japonsko | Japonsko |
| Roky     | Záp.     | Góly     |
| -------- | -------- | -------- |
| 1984     | 3        | 0        |
| 1985     | 6        | 0        |
| 1986     | 2        | 0        |
| Celkem   | 11       | 0        |